# Trifolium beckwithii
Trifolium beckwithii är en ärtväxtart som beskrevs av Sereno Watson. Trifolium beckwithii ingår i släktet klövrar, och familjen ärtväxter. Inga underarter finns listade i Catalogue of Life.